# Egil Hagen
Egil Hagen (29 de agosto de 1912 – 29 de julio de 2004) fue un compositor, cabaré y letrista noruego.
Hagen apareció por primera vez como miembro de 6 Syngende Studenter («6 estudiantes de canto» en español), donde actuó para el beneficio de la ayuda de la Guerra  de Invierno. Durante la Segunda Guerra Mundial, fue actor y escritor de revistas como Chat Noir o Edderkoppen. En invierno de 1944-1945, presentó su propio cabaré en el Carl Johan Teatret.
En la década de 1950, se dio a conocer a un público más amplio al introducir canciones francesas en Noruega. También escribió sus propias canciones en francés y del estilo francés. Realizó una gira con teatros, ferias y modelos, siempre tocando sus canciones francesas.
En la década de 1960 dirigió varios programas de televisión con espectáculos de cabaré y canciones francesas. Escribió, entre otras, la letra noruega de la canción de Navidad sueca «Når en stjerne står tendt» y escribió dos letras de canciones representantes de Noruega en Eurovisión: «Sommer i Palma» (1961), interpretada por Nora Brockstedt y «Spiral» (1964), interpretada por Arne Bendiksen.
Se le concedió la Orden de las Palmas Académicas.